# Teatre Bretón de los Herreros
El teatre Bretón de los Herreros o teatre Bretón és un espai teatral al carrer del mateix nom, número 11, de Logronyo, (La Rioja). La seva inauguració, amb el nom de Teatro Quintana, es va dur a terme el 19 de setembre de 1880 amb la representació d'algunes obres de Manuel Bretón de los Herreros. Tenia forma de ferradura i amb una capacitat de 700 espectadors. En ell s'hi feu la primera projecció cinematogràfica de Logronnyo (18 de novembre de 1896).
El seu nom original va ser Teatro Quintana i després Teatro Principal. El 1902 l'ajuntament va canviar el nom del teatre pel del dramaturg, poeta i periodista espanyol Manuel Bretón de los Herreros. Inaugurat el 19 de setembre de 1880, és considerat com un dels centres d'exhibició més importants del país. El model que l'arquitecte Félix Navarro va utilitzar per a la construcció va ser el teatre Gijón. Aquest teatre té un lloc destacat, ja que el 18 de novembre de 1896 es va projectar la primera cinta cinematogràfica de la localitat. Va ser declarat bé d'interès cultural en la categoria de monument el 25 d'agost de 1983.
El 1901 La Caixa d'Estalvis Municipal va comprar el teatre fent-li importants reformes especialment en la façana que s'han mantingut fins avui. En la modificació es van conservar elements decoratius ja existents com els sostres, llums de cristall i baranaixos de les llotges. Es va crear un soterrani on se situa la zona camerinos, fossat d'orquestra i escenari.
El 1917 el teatre és adquirit per Daniel Trevijano. La nit del 24 de desembre de 1979 el teatre sofrí un espectacular incendi. El 1986 es procedeix a la seva reconstrucció per quedar definitivament rehabilitat al maig de 1990 quan es procedeix a la seva inauguració oficial amb l'assistència de la reina Sofia. Va passar definitivament a ser de propietat municipal.